# Manuela Kühhas
Manuela Ballmann (geb. Kühhas;* 15. Juni 1963; † 25. April 2018) war eine österreichische Judoka und fünffache österreichische Judo-Staatsmeisterin -48 kg.

## Biografie
Manuela Kühhas begann ihre Judolaufbahn bei der Union Sierning in Oberösterreich. Ihre erste österreichische Meisterschaft gewann sie 1978. Ab dem Jahr 1980 platzierte sie sich bis 1987 jedes Jahr bei den Staatsmeisterschaften. Fünfmal davon konnte sie das Turnier für sich entscheiden. 1982 nahm sie an den Weltmeisterschaften in Paris teil und schied in der Vorrunde aus.
Kühhas starb am 25. April 2018 im Alter von 54 Jahren.

## Größte Erfolge (Auswahl)

### Staatsmeisterschaften
- 1981 Mödling[4]: 1. Platz (-48 kg)[5]
- 1982 Kirchbach[4]: 1. Platz (-48 kg)[5]
- 1983 Wilhelmsburg[4]: 1. Platz (-48 kg)[5]
- 1984 Leoben[4]: 1. Platz (-48 kg)[5]
- 1986 Kufstein[4]: 1. Platz (-48 kg)[5]